# Triodia bitextura
Triodia bitextura là một loài thực vật có hoa trong họ Hòa thảo. Loài này được Lazarides miêu tả khoa học đầu tiên năm 1997.